# Partido da Prosperidade
O Partido da Prosperidade (em amárico: ብልጽግና ፓርቲ), também conhecido pelo acrônimo PP, é um partido político etíope fundado oficialmente em 1 de dezembro de 2019 como sucessor legal da histórica Frente Democrática Revolucionária Popular do Povo Etíope (FDRPE), coalizão política hegemônica no cenário político nacional desde o fim da Guerra Civil da Etiópia em 1991, mantendo-se dessa forma como a força política dominante da política etíope. Seu presidente, Abiy Ahmed Ali, é o atual primeiro-ministro do país desde 2018.

## Histórico
A FDRPE, que tem suas raízes em um antigo movimento rebelde marxista-leninista, tem sido a força política de vanguarda na Etiópia desde que chegou ao poder em 1991.
Era formado por quatro partidos desiguais, cada um supostamente representando um grupo étnico dominante no país: a Frente Popular de Libertação do Tigré (FPLT), a Organização Democrática dos Povos Oromo (OPDO), o Movimento Nacional Democrático Amhara (ANDM) e o Movimento Democrático Nacional do Sul (SEPDM).
Apesar de suas reivindicações de ser um instrumento revolucionário eficaz para promover os interesses de grupos étnicos marginalizados, a FDRPE sempre foi uma miscelânea de grupos étnicos que serviram aos interesses de seu membro mais dominante, a FPLT, e governou a Etiópia com firmeza por quase três décadas.
Uma das razões pelas quais a Etiópia adotou uma ordem federal multiétnica em 1994 foi porque haviam clivagens étnicos politicamente salientes que receberam eloquentes endossos teóricos e políticos, particularmente desde a década de 1960. A identidade étnica e o nacionalismo étnico passaram a ser o modo predominante de mobilização e organização política não apenas porque a FDRPE escolheu tal arranjo, mas também por causa da relação assimétrica de desigualdade e dominação entre grupos étnicos no país. A formação do PP ocorre em um momento em que esses clivagens étnicos são pronunciadas e as demandas centrais dos grupos étnicos da Etiópia por autonomia política e justiça cultural permanecem sem solução.

## Controvérsias
Desde que se tornou líder da coalizão e primeiro-ministro da Etiópia em abril de 2018, Abiy Ahmed Ali tentou conferir uma nova identidade à FDRPE para melhorar sua imagem pública, desgastada tanto no país quanto no exterior. Mas logo ficou claro que reformas superficiais não poderiam resolver a crise de legitimidade da FDRPE e resolver suas contradições internas. Assim, após uma série de tentativas de alto nível, porém bastante superficiais, de reconstruir a imagem fraturada do partido, Ahmed Ali optou pela opção mais radical: dissolver às quatro unidades constituintes da coalizão e formar um único partido nacional.
Três dos quatro partidos étnicos da coalizão, OPDO, ANDM e SEPDM, votaram esmagadoramente para fundir-se ao novo partido, enquanto a FPLT, criadora desses partidos e fundadora da coalizão, rejeitou a ideia, classificando-a como “ilegal e reacionária”. Com a criação do PP, os três partidos étnicos deixarão de existir como entidades políticas distintas, e seus associações serão mescladas. Mais importante ainda, o PP não será o representante direto de nenhum grupo étnico em particular. Em vez disso, tentará ser um partido nacional abrangente que fala por todo o povo etíope.
À primeira vista, o fim da FDRPE e a criação do PP como um partido pan-etíope parece um passo positivo para unir um país há muito dividido. Mas, em uma análise mais detalhada, fica claro que os arquitetos da mudança falharam em levar em conta uma série de questões constitucionais, ideológicas e representativas que poderiam questionar a legitimidade política e a capacidade representativa do partido recém-formado.
Geralmente, a fusão de partidos ou movimentos políticos que há muito são aliados não causa uma mudança significativa no ambiente político em que estão inseridos. A FDRPE, porém, arquitetada sob os auspícios da FPLT no final da década de 1980 para expandir seu capital político e minar outros partidos políticos mais autônomos, fomentou embates entre eles para manter-se no poder. Essa política autoritária eliminou as condições para a política coletiva e impediu o surgimento de uma organização política viável e confiável que pudesse oferecer uma alternativa séria.
Ao avançar na criação do PP, Ahmed Ali defendeu que a unificação da coalizão política em um único partido garantiria uma maior capacidade política para resolver os muitos problemas profundos do país. Tal decisão política dividiu profundamente a sociedade etíope: para uns, o surgimento de um partido nacional unificado consistiria em um passo histórico em direção à unidade nacional e à coesão social. Entre as forças políticas que apoiam o Partido da Prosperidade estão os nacionalistas etíopes, um bloco político em rápido declínio que via a manutenção da FDRPE e a ordem federal multiétnica, que concede direitos de autogoverno a grupos étnicos maiores dentro de seus respectivos estados, como a fonte dos principais problemas políticos do país.
Para outros, a fusão de partidos que representavam grupos étnicos heterogêneos em um único partido nacional marcaria um regresso ao passado centralizador e homogeneizador da Etiópia. As forças políticas autodeclaradas federalistas têm essa visão, assim como indivíduos que têm um forte apego à sua identidade étnica. Eles acreditam que as comunidades étnicas da Etiópia têm o direito de serem representadas na federação por partidos que levam seus nomes e colocam seus interesses primeiro.
De fato, muitos etíopes que vivem fora da capital, Adis Abeba, têm um forte apego às suas comunidades étnicas e acreditam que os grupos étnicos devem ter o direito de determinar seu estatuto político, econômico e cultural sem qualquer interferência externa, incluindo o direito de serem julgados e serem educados em sua própria língua. Eles querem pertencer a uma política etíope mais ampla, ao mesmo tempo, em que preservam sua identidade e caráter únicos. Para eles, o PP ameaça minar as conquistas das últimas três décadas em termos de autonomia cultural, política e lança as bases estruturais para um Estado unitário que lhes roubaria a dignidade e a autonomia.
Há também etíopes que se opõem à fusão porque acreditam que não é o momento certo. Eles apontam para que o nacionalismo étnico ainda é o modo dominante de mobilização política no país e argumentam que formar um partido nacional antes de abordar as demandas políticas centrais de grupos étnicos historicamente marginalizados e antes de completar a transição democrática, arriscaria levar o país à beira de um abismo.

## Resultados eleitorais
| Ano  | Líder          | Assentos  | +/-  | Situação | Ref.  |
| ---- | -------------- | --------- | ---- | -------- | ----- |
| 2021 | Abiy Ahmed Ali | 454 / 547 | Novo | Governo  | [ 6 ] |